# Mayta Cápac
Mayta Cápac (kečua. Mayta Qhapaq) (Cusco, ? - ?, o. 1318.), četvrti vladar Kraljevstva Cusco (o. 1288. - o. 1318.) iz dinastije Cuzcohurina. Sin je oca Lloquea Yupanquija i majke Mame Cahue. Na početku svoje vladavine porazio je plemena Alcahuisa i Culumchima u okolici doline Cusca, što je ojačalo položaj i moć Inka.
Oženio se s Mamom Cuco s kojom je imao sina i nasljednika Cápaca Yupanquija.
| prethodnik Lloque Yupanqui | Kralj Inka carstva o. 1288. - o. 1318. | nasljednik Cápac Yupanqui |